# Georg Ruseler
Georg Ruseler (* 11. Januar 1866 in Obenstrohe; † 6. März 1920 in Oldenburg) war ein deutscher Schriftsteller und Pädagoge. Einige seiner Werke verfasste er in niederdeutscher Sprache.

## Biografie

### Leben und Schaffen
Ruseler wurde in Obenstrohe in der damaligen Gemeinde Varel-Land als Sohn des Neukötters Friedrich Ruseler und seiner zweiten Ehefrau Sophie, geb. Janssen, in einem einfachen Landarbeiterhaus geboren. Nach eigenen Angaben hatte er bereits im Alter von 12 Jahren alle Klassiker gelesen, was er rückblickend als negativ ansah. Nach seiner Schulzeit besuchte er von 1880 bis 1884 das Evangelische Lehrerseminar in Oldenburg. Er unterrichtete zunächst an verschiedenen kleinen Dorfschulen, bis er 1886 an der Heiligengeistschule und später ab 1889 bis 1899 an der Stadtknabenschule A in Oldenburg tätig wurde. Zuletzt wechselte er zur Stadtknabenschule B in Oldenburg.

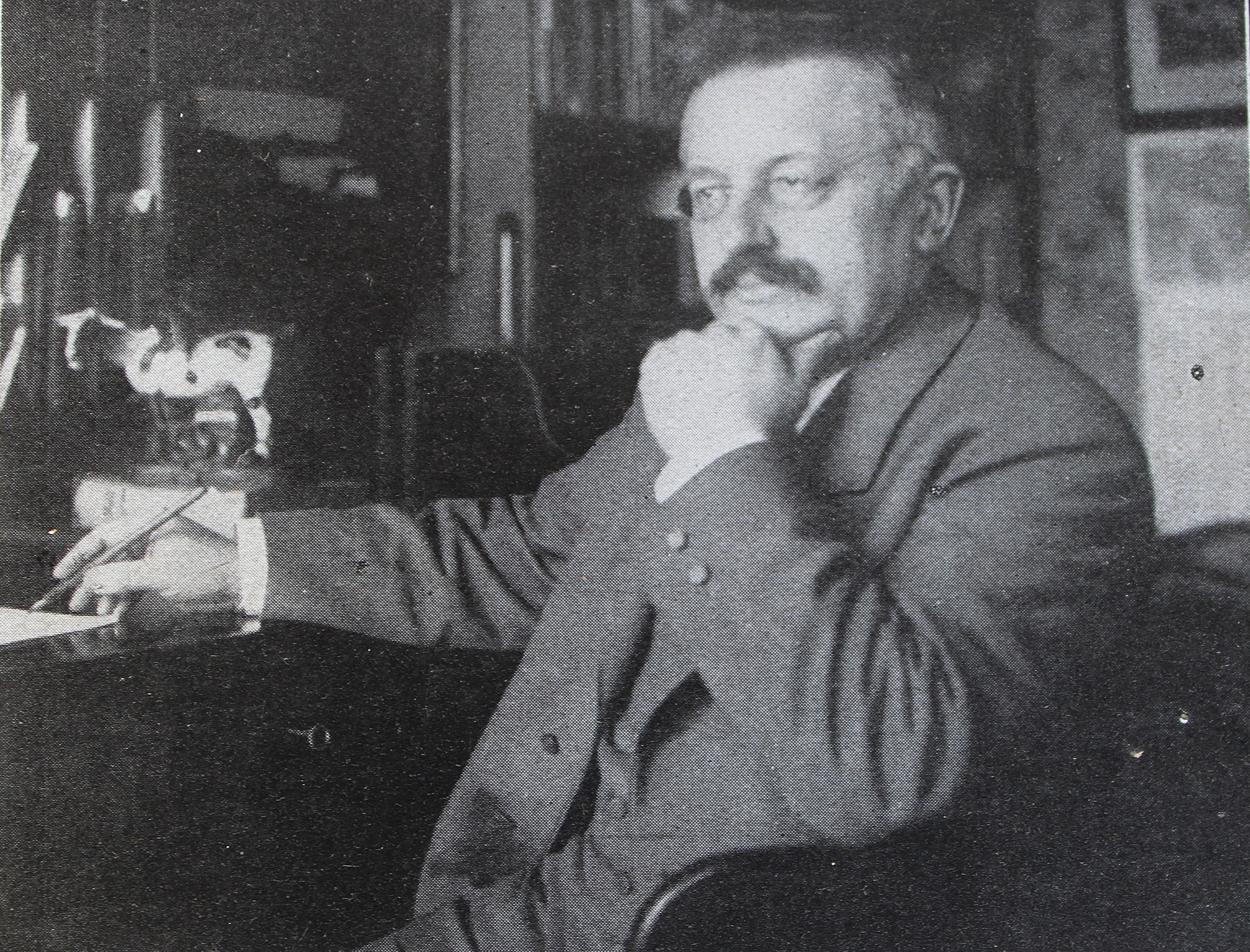
Georg Ruseler an seinem Schreibtisch, Fotografie um 1910

1895 heiratete Ruseler die 18-jährige Anna Helms, die aus einer Beamtenfamilie stammte. Von 1909 bis 1918 war er Rektor der Stadtknabenschule B. Seine Ehefrau erkrankte während des Ersten Weltkriegs schwer und starb kurz vor Kriegsende 1918.
Ende 1918 versuchte sich Ruseler unabhängig vom Schuldienst zu machen und als freier Schriftsteller tätig zu sein, was er in seinem autobiographischen Roman Das Haus am See thematisierte. Aufgrund von wirtschaftlichen und gesundheitlichen Problemen kehrte er jedoch Anfang 1920 in den Schuldienst zurück, starb jedoch wenige Wochen später am 6. März. Seine letzte Ruhestätte befindet sich auf dem Gertrudenfriedhof in Oldenburg.
Ein Teil des Nachlasses Ruselers befindet sich im Niedersächsischen Landesarchiv, Abteilung Oldenburg.

### Der Schriftsteller

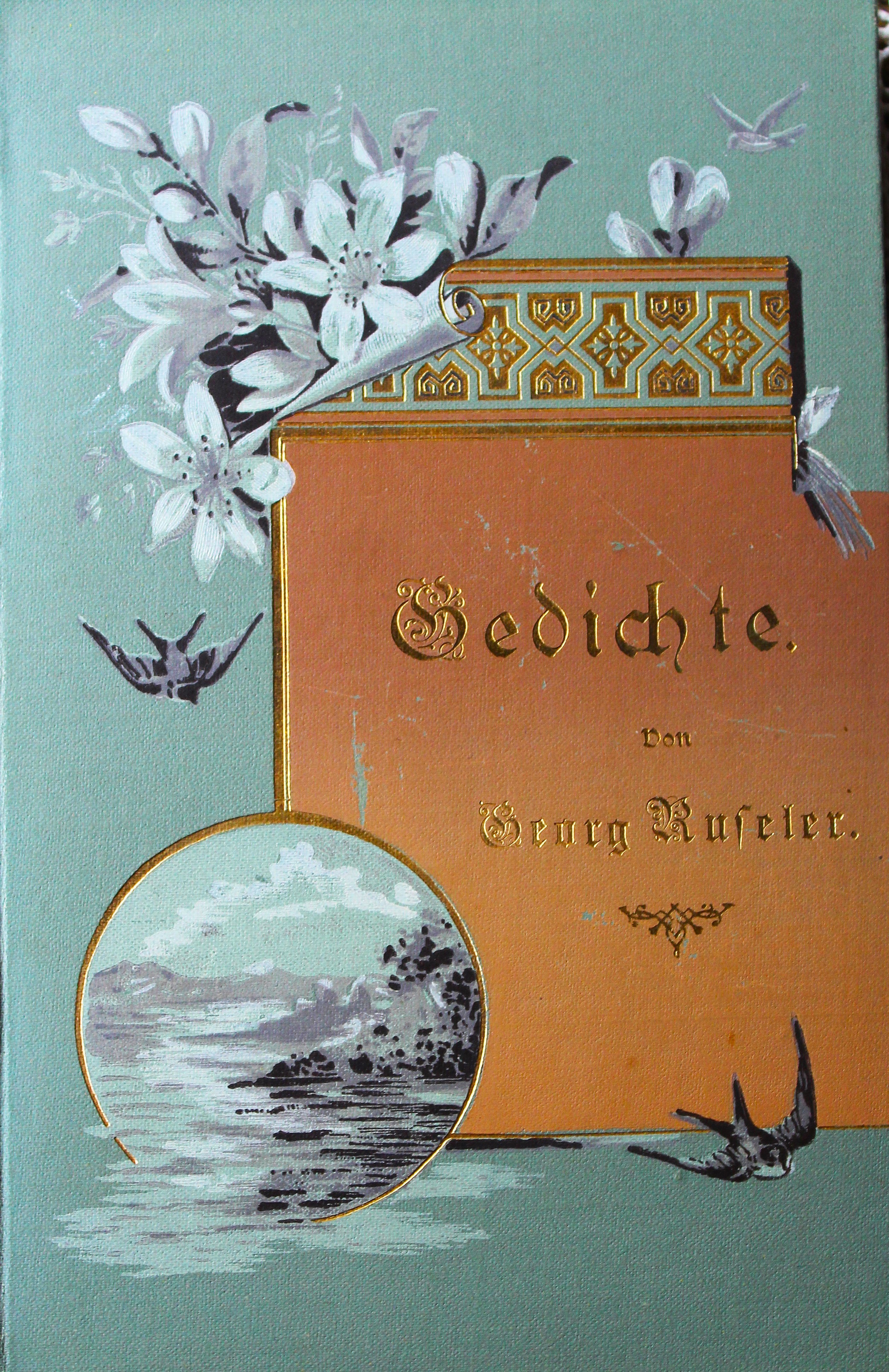
Georg Ruselers erster Gedichtband, für den er 1896 den Augsburger Schillerpreis erhielt.

Die Schriftstellerei war vielleicht der wichtigste Lebensinhalt von Georg Ruseler. Er schuf Dramen und beschäftigte sich mit Lyrik. Sein erstes bedeutendes Werk war das historische Trauerspiel Die Stedinger, das den Stedingeraufstand im 13. Jahrhundert in der heutigen Wesermarsch zum Hintergrund hat. Es wurde am 2. November 1890 im damaligen Hof-, heute Oldenburgisches Staatstheater, uraufgeführt. Die Druckfassung ging innerhalb weniger Monate in die vierte Auflage.
In den Jahren danach folgten weitere Dramen wie Dathans Zweifel (1891), Michael Servet (1892), König Konradin (1893) und Graf Anton Günther oder Tilly in Oldenburg, die jedoch nicht an den Erfolg der Stedinger anknüpfen konnten. Für seinen 1896 in der Vareler Verlagsbuchhandlung Acquistapace, die auch die meisten seiner Dramen veröffentlichte, erschienenen ersten Lyrikband Gedichte erhielt Ruseler im selben Jahr den Augsburger Schillerpreis, der von einer Zweigstiftung der Deutschen Schillerstiftung ausschließlich für lyrische Werke verliehen wurde.
Mit Beginn des 20. Jahrhunderts wirkte er auch im journalistischen Bereich. Für die Oldenburger Tageszeitung Nachrichten für Stadt und Land etwa lieferte er zahlreiche Beiträge.
Bereits in den Jahren vor dem Ersten Weltkrieg, aber auch noch in der Weimarer Republik fanden seine Erzählungen, Gedichte und Balladen in den Feuilletons deutschsprachiger Zeitungen und Unterhaltungsblätter eine weite Verbreitung. Besonders die historische Erzählung Der Verräter, die in dem Band Die gläserne Wand zusammengefassten Legenden und vor allem die Kindergeschichten aus Heiner im Storchennest. In Der Kampf um die Lechtenburg nahm er 1920 das Thema des Stedingeraufstands noch einmal auf.
Ruseler war ein scharfer Kritiker des konservativen Evangelischen Schulkollegiums. Politisch liberal orientiert, jedoch nie Mitglied einer Partei, interessierte er sich auch für Spiritismus. Er war Förderer von August Hinrichs und sehr aktiv im Oldenburgischen Landeslehrerverein, der um Reformen im Schulwesen bemüht war. Ruseler war Mitglied der 1904 in Hamburg gegründeten „Freien Vereinigung Quickborn“, die sich für die Förderung der niederdeutschen Sprache und Literatur einsetzte. 

### Ruseler und Karl May
1901 veröffentlichte Ruseler in den Nachrichten einen Artikel mit dem Titel Karl May, eine Gefahr für unsere Jugend, der folgenden Satz enthielt: „Ich will keinem Menschen Böses wünschen; aber ich gönne ihm nicht weitere 10 Jahre seines arbeitsreichen (sic) Lebens; denn ich vermute, daß er dann noch 25–30 Romane schreiben würde.“ Ruselers Attacke auf Karl May löste in der Oldenburger Presse einigen Wirbel aus, auch deshalb, weil sich mit dem Anonymus E.Sch.E. ein Autor zu Wort meldete, der es verstand, Karl May auf elegante Art und Weise zu verteidigen. Lange Zeit blieb unbekannt, wer sich hinter Esche verbarg. Dann aber wurde das Akronym aufgelöst. Es war der damals erst 19-jährige Gymnasiast Erich Schiff (* 1882; † 1970) aus Elsfleth. Schiff sollte später selbst als Rechtsanwalt und Schriftsteller zu Bekanntheit kommen. Die Attacke auf Karl May blieb nur eine Episode in Ruselers schriftstellerischen Wirken.

## Ehrungen, Auszeichnungen
- 1896 erhielt er den Augsburger Schillerpreis.
- Während einer vom Heimatverein Varel und dem Bezirkslehrerverein veranstalteten Feier wurde am 27. September 1924 am Geburtshaus Ruselers eine Erinnerungstafel aus Eichenholz enthüllt. Laut Bericht der Nachrichten für Stadt und Land vom 3. Oktober 1924 nahmen "einige Hundert Freunde" Ruselers aus dem Oldenburger Land daran teil.
- Im Juni 1952 wurde im Rahmen einer Tagung des Heimatbundes „De Spieker“ vor dem Geburtshaus Ruselers ein Gedenkstein enthüllt. In den einfachen Findlung wurden der Name und die Geburts- und Sterbedaten des Schriftstellers eingemeißelt.
- Die Georg-Ruseler-Straßen in Bremen-Vegesack, Edewecht, Friedrichsfehn, Varel, Wardenburg und Westerstede tragen seinen Namen sowie die Ruseler-Straße in Oldenburg-Bürgerfelde.
- Die Georg-Ruseler-Grundschule in Varel-Obenstrohe wurde nach ihm benannt.
- Im Heimatmuseum seiner Geburtsstadt gehört Georg Ruseler zu den „Zehn bedeutenden Persönlichkeiten Varels“, an die u. a. durch ein Porträt und eine Kurzbiografie erinnert wird.

## Werke

### Theaterstücke

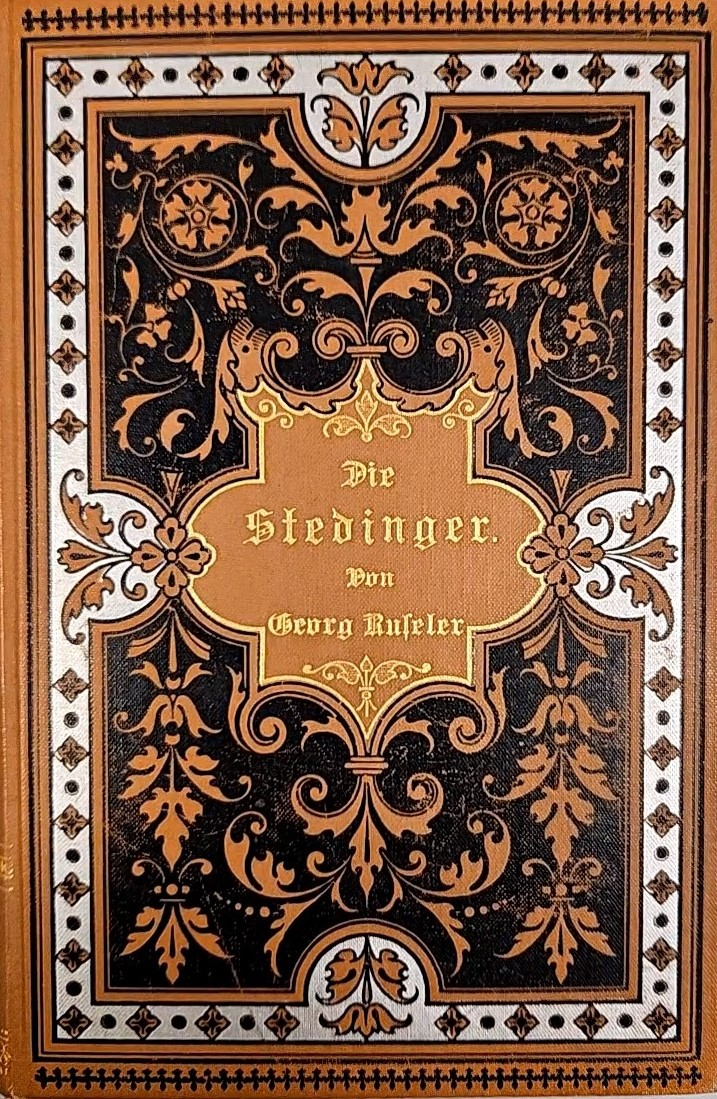
Titelseite der Erstausgabe des Trauerspiels Die Stedinger von Georg Ruseler, erschienen 1890 in der Verlagsbuchhandlung Acquistapace, Varel/Friesland

- Titelseite der Erstausgabe des Trauerspiels Die Stedinger von Georg Ruseler, erschienen 1890 in der Verlagsbuchhandlung Acquistapace, Varel/FrieslandDie Stedinger. Ein Trauerspiel in fünf Aufzügen, Varel 1890.[5]
- Dathans Zweifel. Ein alttestamentliches Trauerspiel in fünf Aufzügen, Varel 1891.
- Scenischer Prolog zur Eröffnung des Interims-Theaters, Oldenburg 1892.[Anm 2]
- Michael Servet. Ein Trauerspiel aus der Zeit Calvins, Varel 1892.
- König Konradin. Ein deutsches Trauerspiel in fünf Aufzügen, Varel 1893.
- Graf Anton Günther oder Tilly in Oldenburg. Ein historisches Schauspiel in vier Auszügen aus der Zeit des 30jährigen Krieges, Varel 1895.[6]
- Gudrun. Ein Schauspiel in fünf Aufzügen[Anm 3], Oldenburg und Leipzig 1898.
- Die Macht des Gesanges. Ein Märchen- und Liederspiel in zwei Aufzügen (Musik von Gustav Götze), Jever o. J. (wahrscheinlich 1906).
- Die Schuhe der Prinzessin. Ein Märchenlustspiel in fünf Aufzügen (Musik von Ferdinand Manns), Oldenburg 1907.
- Die gefährlichen Jahre (mit Johannes Wiegand), Lustspiel in 3 Akten, 1917.
- Seine frühere Frau. Liebeskomödie in 3 Akten, UA 1919 in Oldenburg.
- De dulle Deern. Een lustig Burnspill in dre Törns, Bremen/Wilhelmshaven 1921.

### Erzählende Werke
- In Hölle und Schattenreich. Literarische Teufeleien, Varel 1891.[7]
- Der kleine Junge und sein Pferd (Märchen), in: Heinrich Seidel (Hg.): Bunte Märchen, Berlin 1905, S. 362ff.
- Die gläserne Wand – Legenden und kleine Geschichten, Berlin 1908; neu erschienen mit dem geänderten Untertitel Zeitkritische 'Legenden' und Geschichten, Rhauderfehn 1976 (mit einem Vorwort von Hans Dirks).[Anm 4][8]
- Der Verräter. Eine Erzählung aus dem letzten Befreiungskampfe der Budjadinger Friesen, Reutlingen 1911.
- Heiner im Storchennest und andere Märchen, Köln 1914, neu erschienen 1992.[9]
- De dröge Jan. Plattdütsche Geschichten (Sprache: Niederdeutsch), Hamburg 1919; neu erschienen: Oldenburg 1970.
- Das Haus im See (Roman), Wilhelmshaven 1920.
- Der Kampf um die Lechtenburg, Bremen und Wilhelmshaven 1922.

### Lyrik und Balladen
- Gedichte, Varel 1896.
- Der Wunderborn. Niedersächsisch-friesische Balladen, Bremen 1904.
- Friesen-Heimat, Wilhelmshaven 1918.
- Wenn ick Plattdütsk hör. Leeder un Vertellsel, Wilhelmshaven 1921.
- Der rauschende Garten (Aus dem Nachlass zusammengestellte lyrische Gedichte, Hymnen und Balladen), Bremen und Wilhelmshaven 1922.[10]

### Nicht-Fiktionales
- Karl May, eine Gefahr für unsere Jugend, Artikel in: „Nachrichten für Stadt und Land“ (Tageszeitung), Oldenburg. Nr. 115, 18. Mai 1901, 2. Beilage.
- Die Hunte, in: Niedersachsen, Jg. VIII (1902/1903), S. 344–345.
- Geistige Leibeigenschaft, in: Oldenburgisches Schulblatt, Jg. 33 (1908), S. 363–365.
- Der Ballast der Sprachen und das Esparanto, Berlin 1919 (Flugschrift des deutschen Esperanto-Dienstes).

### Herausgeber
- Mit J. Bruns und J. Meyer: Lesebuch für Mittelklassen, Oldenburg 1896.
- Mit W. Schwecke und J. Bruns: Kleines Lesebuch für Heimatskunde, Oldenburg 1897.
- Mit Paul Götze: Deutsches Liederbuch. Lieder für Schule und Leben, Berlin 1904.
- Theodor Dirks: Van Jadestrand un Werserkant. Erzählungen und Gedichte, hrsg. und eingeleitet von Georg Ruseler, Quickborn-Bücher Band 4, Hamburg 1913.
- Mit Wilhelmine Siefkes und Wilhelm Scharrelmann: Oldenburger Schulkämpfe und deutsche Ziele, 2 Teile, Oldenburg 1918/19.

## Vertonungen
- Richard Maux: Die Herzogin und der Page (Ballade), für mittlere Stimme und Orchester, op. 25 (wahrscheinlich 1904).
- Richard Maux: Gerd Hansen[Anm 5] (Ballade), für Gesang mit Orchester, op. 225 (1937).

## Hörspiele
- De dulle Deern. Een lustig Burnspill in dre Törns. Regie: Hans Böttcher, u. a. mit Richard Ohnsorg, Hans Baas, Liesel Pockrandt, Ada Hamer und Paul Möhring. Produktion: NORAG (Hamburg) 1925